# Ligaria aberrans
Ligaria aberrans är en bönsyrseart som beskrevs av Heinrich Hugo Karny 1908. Ligaria aberrans ingår i släktet Ligaria och familjen Mantidae. Inga underarter finns listade i Catalogue of Life.